# 2017년 KBO 리그 신인 드래프트
2017년 KBO 리그 신인 선수 지명 회의는 2016년에 진행된 신인 지명 회의이다.

## 지명 방식
2007년지명부터 작년 지명까지 실시되었던 홀수 라운드는 전년도 순위의 역순, 짝수 라운드는 전년도 순위대로 지명하는 방식, 소위 자 지명방식이 폐지되었다. 이번 지명부터는 홀수, 짝수 라운드 상관없이 모든 라운드에서 전년도 순위의 역순으로 선수를 지명하는 소위 Z자 지명방식이 사용된다.
2차 지명 순서
- 모든 라운드 : kt → LG → 롯데 → KIA → 한화 → SK → 넥센 → NC → 삼성 → 두산

## 지명결과

### 1차 지명
- 10개 구단의 1차지명이 실시되었다.
- 서울 공동 연고권을 가지고 있는 서울 3개 팀은 LG-넥센-두산의 순서로 지명하였다.

| 구단          | 출신교       | 포지션 | 성명   | 비고               |
| ------------- | ------------ | ------ | ------ | ------------------ |
| 두산 베어스   | 동국대학교   | 투수   | 최원준 | 계약금 1억 8천만원 |
| 삼성 라이온즈 | 경주고등학교 | 투수   | 장지훈 | 계약금 1억 8천만원 |
| NC 다이노스   | 김해고등학교 | 투수   | 김태현 | 계약금 3억원       |
| 넥센 히어로즈 | 휘문고등학교 | 내야수 | 이정후 | 계약금 2억원       |
| SK 와이번스   | 야탑고등학교 | 투수   | 이원준 | 계약금 1억 7천만원 |
| 한화 이글스   | 북일고등학교 | 투수   | 김태욱 | 계약금 1억 6천만원 |
| KIA 타이거즈  | 효천고등학교 | 투수   | 유승철 | 계약금 1억 8천만원 |
| 롯데 자이언츠 | 부산고등학교 | 투수   | 윤성빈 | 계약금 4억 5천만원 |
| LG 트윈스     | 충암고등학교 | 투수   | 고우석 | 계약금 3억원       |
| kt 위즈       | 장안고등학교 | 투수   | 조병욱 | 계약금 1억원       |

### 2차 지명
- 8월 22일 월요일에 열렸다.
- 전 라운드에 걸쳐 전년도 순위의 역순으로 선수를 지명하는 소위 Z자 지명방식이 적용된다.

| 라운드 | kt                                            | LG                                        | 롯데                                          | KIA                                       | 한화                                      | SK                                            | 넥센                                        | NC                                           | 삼성                                        | 두산                                        |
| ------ | --------------------------------------------- | ----------------------------------------- | --------------------------------------------- | ----------------------------------------- | ----------------------------------------- | --------------------------------------------- | ------------------------------------------- | -------------------------------------------- | ------------------------------------------- | ------------------------------------------- |
| 1      | 이정현 (마산용마고,투수) (계약금:1억 6천만원) | 손주영 (경남고,투수) (계약금:1억 5천만원) | 나균안 (마산용마고,포수) (계약금:1억 5천만원) | 이승호 (경남고,투수) (계약금:1억 5천만원) | 김진영 (덕수고(전CHC),투수) (계약금:없음) | 김성민 (일본경제대,투수) (계약금:1억 3천만원) | 김혜성 (동산고,내야수) (계약금:1억 3천만원) | 신진호 (화순고(전KC),포수) (계약금:없음)     | 최지광 (부산고,투수) (계약금:1억 3천만원)   | 박치국 (제물포고,투수) (계약금:1억 3천만원) |
| 2      | 이종혁 (대구고,투수) (계약금:1억 1천만원)     | 이창율 (포철고,투수) (계약금:1억 1천만원) | 김민수 (제물포고,내야수) (계약금:1억 1천만원) | 박진태 (건국대,투수) (계약금:1억 1천만원) | 김성훈 (경기고,투수) (계약금:9천만원)     | 박성한 (효천고,내야수) (계약금:9천만원)       | 양기현 (장충고,투수) (계약금:9천만원)       | 김진호 (동성고,투수) (계약금:9천만원)        | 나원탁 (홍익대,포수) (계약금:1억원)         | 김명신 (경성대,투수) (계약금:1억원)         |
| 3      | 홍현빈 (유신고,외야수) (계약금:9천만원)       | 이찬혁 (서울고,투수) (계약금:8천만원)     | 강동호 (원광대,투수) (계약금:8천만원)         | 김석환 (동성고,외야수) (계약금:9천만원)   | 박상원 (연세대,투수) (계약금:8천만원)     | 권기영 (제물포고,포수) (계약금:8천만원)       | 최규보 (마산고,투수) (계약금:8천만원)       | 소이현 (서울디자인고,투수) (계약금:8천만원)  | 김시현 (강릉고,투수) (계약금:8천만원)       | 지윤 (제물포고, 투수) (계약금:8천만원)      |
| 4      | 한승훈 (경희대,투수) (계약금:7천만원)         | 김성협 (성남고,내야수) (계약금:7천만원)   | 박성민 (울산공고,외야수) (계약금:7천만원)     | 강이준 (인창고,투수) (계약금:7천만원)     | 원혁재 (홍익대,외야수) (계약금:7천만원)   | 김표승 (경주고,투수) (계약금:7천만원)         | 오윤성 (인천고,투수) (계약금:7천만원)       | 김영중 (군산상고,투수) (계약금:7천만원)      | 김성윤 (포철고,외야수) (계약금:7천만원)     | 문대원 (강릉고,투수) (계약금:6천만원)       |
| 5      | 문상인 (경남고,포수) (계약금:6천만원)         | 박부성 (경주고,내야수) (계약금:6천만원)   | 홍지훈 (마산용마고,내야수) (계약금:6천만원)   | 송후섭 (개성고,투수) (계약금:6천만원)     | 여인태 (성남고,투수) (계약금:6천만원)     | 이정범 (인천고,외야수) (계약금:6천만원))      | 정윤호 (장충고,투수) (계약금:6천만원)       | 이재용 (배재고,포수) (계약금:6천만원)        | 최종현 (국제대,포수) (계약금:6천만원)       | 이유찬 (북일고,내야수) (계약금:6천만원)     |
| 6      | 안치영 (북일고,내야수) (계약금:6천만원)       | 오석주 (제주고,투수) (계약금:6천만원)     | 이지원 (고려대,투수) (계약금:5천만원)         | 김용인 (성균관대,투수) (계약금:6천만원)   | 김지훈 (소래고, 투수) (계약금:6천만원)    | 남윤성 (전 TEX,투수) (계약금:없음)            | 김재웅 (덕수고,투수) (계약금:5천만원)       | 권법수 (제물포고,외야수) (계약금:5천만원)    | 문용익 (세계사이버대,투수) (계약금:5천만원) | 박유연 (동산고, 포수) (계약금:5천만원)      |
| 7      | 이재근 (경성대,내야수) (계약금:5천만원)       | 신경모 (대전고,투수) (계약금:5천만원)     | 김종환 (인천고,투수) (계약금:5천만원)         | 박정우 (덕수고,외야수) (계약금:5천만원)   | 박진수 (동성고,외야수) (계약금:5천만원)   | 이재록 (연세대,외야수) (계약금:4천만원)       | 이병규 (송원대,내야수) (계약금:4천만원)     | 김수윤 (부산고,내야수) (계약금:4천만원)      | 김태수 (한양대,내야수) (계약금:5천만원)     | 백민규 (장안고,내야수) (계약금:4천만원)     |
| 8      | 김민섭 (홍익대,외야수) (계약금:4천만원)       | 김광수 (세광고,투수) (계약금:4천만원)     | 이재욱 (경성대, 내야수) (계약금:4천만원)      | 최승주 (야탑고,내야수) (계약금:4천만원)   | 김기탁 (김해고,투수) (계약금:4천만원)     | 김두환 (인하대,외야수) (계약금:4천만원)       | 김대현 (장충고,내야수)                      | 김호민 (부경고-동아대,투수) (계약금:4천만원) | 곽경문 (경북고,내야수) (계약금:4천만원)     | 박찬범 (동국대,외야수) (계약금:4천만원)     |
| 9      | 한기원 (부산고,내야수) (계약금:3천만원)       | 김태형 (선린인고,투수) (계약금:3천만원)   | 최민국 (재능대,투수) (계약금:3천만원)         | 정윤환 (광주진흥고,투수) (계약금:3천만원) | 이주형 (동성고,투수) (계약금:3천만원)     | 정영광 (휘문고,투수) (계약금:2천만원)         | 류승범 (광주일고,내야수)                    | 강병무 (마산용마고,투수) (계약금:3천만원)    | 조현덕 (대구고,외야수) (계약금:3천만원)     | 전태준 (영선고,투수) (계약금:3천만원)       |
| 10     | 이성욱 (건국대,투수) (계약금:3천만원)         | 전준호 (청원고,포수) (계약금:3천만원)     | 송창현 (동산고,투수) (계약금:3천만원)         | 이정훈 (경희대,포수) (계약금:3천만원)     | 김명서 (청원고,내야수) (계약금:3천만원)   | 도윤 (개성고,투수)                            | 이재홍 (동성고,내야수)                      | 신재필 (군산상고,투수)                       | 정성훈 (성남고,내야수) (계약금:3천만원)     | 박성환 (대구고,투수) (계약금:3천만원)       |

- 'Z'자 방식으로 지명 순서를 정함.

## 에피소드
- 제물포고등학교와 광주동성고등학교, 장충고등학교, 부산고등학교가 5명으로 가장 많은 지명을 받았다.(대학 선수 포함)
- 한화 이글스에 2차 2라운드로 지명된 경기고등학교 투수 김성훈은 현재 김민호 KIA 2군 수비코치의 아들이다.
- 고교 최대어로 불리던 마산용마고등학교의 이정현은 1라운드 1순위 전체 1순위로 kt 위즈에 지명되었다.
- 고교 좌완 원투펀치로 불리던 경남고등학교의 손주영은 1라운드 2순위로 LG 트윈스에, 경남고등학교의 이승호는 KIA 타이거즈에 1라운드 4순위에 지명되었다.
- 넥센 히어로즈에 1차 지명된 휘문고등학교의 이정후는 이종범의 아들이다.

## 출신 학교 별 정리

### 서울
- 신일고등학교 - 최동현(동국대-두산, 1차지명), 남윤성(전 TEX-SK, 6라운드)
- 휘문고등학교 - 이정후(넥센, 1차지명), 박상원(연세대-한화, 3라운드), 정영광(SK, 9라운드), 이정훈(경희대-KIA, 10라운드)
- 충암고등학교 - 고우석(LG, 1차지명)
- 덕수고등학교 - 김진영(전 CHC-한화, 1라운드), 김용인(성균관대, KIA, 6라운드), 김재웅(넥센, 6라운드), 박정우(KIA, 7라운드)
- 성남고등학교 - 박진태(건국대-KIA, 2라운드), 김성협(LG, 4라운드), 여인태(한화, 5라운드), 정성훈(삼성, 10라운드)
- 경기고등학교 - 김성훈(한화, 2라운드)
- 장충고등학교 - 양기현(넥센, 2라운드), 원혁재(홍익대-한화, 4라운드), 정윤호(넥센, 5라운드), 이재록(연세대-SK, 7라운드), 김대현(넥센, 8라운드)
- 서울고등학교 - 이찬혁(LG, 3라운드), 김민섭(홍익대-KT, 8라운드)
- 배재고등학교 - 강동호(원광대-롯데, 3라운드), 이재용(NC, 5라운드), 이병규(송원대-넥센, 7라운드)
- 서울디자인고등학교 - 소이현(NC, 3라운드)
- 청원고등학교 - 문용익(세계사이버대-삼성, 6라운드), 전준호(LG, 10라운드), 김명서(한화, 10라운드)
- 선린인터넷고등학교 - 김태형(LG, 9라운드)

### 인천
- 동산고등학교 - 김혜성(넥센, 1라운드), 박유연(두산, 6라운드), 송창현(롯데, 10라운드)
- 제물포고등학교 - 박치국(두산, 1라운드), 김민수(롯데, 2라운드), 권기영(SK, 3라운드), 지윤(두산, 3라운드), 권법수(NC, 6라운드)
- 인천고등학교 - 오윤성(넥센, 4라운드), 이정범(SK, 5라운드), 김종환(롯데, 7라운드)

### 경기
- 야탑고등학교 - 이원준(SK, 1차지명), 이지원(고려대-롯데, 6라운드), 최승주(KIA, 8라운드)
- 장안고등학교 - 조병욱(KT, 1차지명), 백민규(두산, 7라운드)
- 유신고등학교 - 홍현빈(KT, 3라운드), 김두환(인하대-SK, 8라운드)
- 구리인창고등학교 - 강찬영(KIA, 4라운드)
- 소래고등학교 - 김지훈(한화, 6라운드)

### 충청
- 북일고등학교 - 김병현(한화, 1차지명), 이병휘(두산, 5라운드), 안치영(KT, 6라운드)
- 세광고등학교 - 나원탁(홍익대-삼성, 2라운드), 김광수(LG, 8라운드)
- 대전고등학교 - 최종현(제주국제대-삼성, 5라운드), 신경모(LG, 7라운드)

### 강원
- 강릉고등학교 - 김시현(삼성, 3라운드), 문대원(두산, 4라운드)

### 대구, 경북
- 경주고등학교 - 장지훈(삼성, 1차지명), 김표승(SK, 4라운드), 박부성(LG, 5라운드)
- 대구상원고등학교 - 김성민(일본경제대-SK, 1라운드), 김태수(한양대-삼성, 7라운드)
- 대구고등학교 - 이종혁(KT, 2라운드), 조현덕(삼성, 9라운드), 박성환(두산, 10라운드)
- 포항제철고등학교 - 이창율(LG, 2라운드), 김성윤(삼성, 4라운드)
- 경북고등학교 - 김명신(경성대-두산, 2라운드), 곽경문(삼성, 8라운드)

### 부산, 경남
- 부산고등학교 - 윤성빈(롯데, 1차지명), 최지광(삼성, 1라운드), 한승훈(경희대-KT, 4라운드), 김민수(NC, 7라운드), 한기원(KT, 9라운드)
- 김해고등학교 - 김태현(NC, 1차지명), 김기탁(한화, 8라운드), 이성욱(건국대-KT, 10라운드)
- 마산용마고등학교 - 이정현(KT, 1라운드), 나종덕(롯데, 1라운드), 홍지훈(롯데, 5라운드), 강병무(NC, 9라운드)
- 경남고등학교 - 손주영(LG, 1라운드), 이승호(KIA, 1라운드), 문상인(KT, 5라운드), 이재욱(경성대-롯데, 8라운드)
- 마산고등학교 - 최규보(넥센, 3라운드)
- 울산공업고등학교 - 박성민(롯데, 4라운드)
- 개성고등학교 - 송후섭(KIA, 5라운드), 도윤(SK, 10라운드)
- 부경고등학교 - 김호민(동아대-NC, 8라운드)

### 전북
- 군산상업고등학교 - 김영중(NC, 4라운드), 신재필(NC, 10라운드)
- 영선고등학교 - 전태준(두산, 9라운드)

### 광주, 전남
- 효천고등학교 - 유승철(KIA, 1차지명), 박성한(SK, 2라운드)
- 화순고등학교 - 신진호(전 KC-NC, 1라운드)
- 광주동성고등학교 - 김진호(NC, 2라운드), 김석환(KIA, 3라운드), 박진수(한화, 7라운드), 이주형(한화, 9라운드), 이재홍(넥센, 10라운드)
- 광주진흥고등학교 - 박창빈(두산, 8라운드), 최민국(재능대-롯데, 9라운드), 정윤환(KIA, 9라운드)
- 광주제일고등학교 - 류승범(넥센, 9라운드)

### 제주
- 제주고등학교 - 오석주(LG, 6라운드), 이재근(경성대-KT, 7라운드)